# Full motion video
Full motion video o simplement FMV (vídeo de moviment complet) són digitalitzacions de vídeo utilitzades normalment per a videojocs de plataformes. Unes de les seves primeres aparicions es van donar en els jocs de la consola de Sony PlayStation, donant com a resultat una major interacció del jugador amb el joc i fent el progrés del mateix molt més cridaner en comparança amb els sprites utilitzats per a jugar.